# Scaphopetalum thonneri
Scaphopetalum thonneri là một loài thực vật có hoa trong họ Cẩm quỳ. Loài này được De Wild. & T.Durand miêu tả khoa học đầu tiên năm 1897.